# Lydia Winkel
Lydia Winkel (Den Haag, 4 mei 1913 – Guignes, 12 april 1964) was een Nederlands historica. Zij is bekend door het standaardoverzicht dat zij heeft geschreven en samengesteld over de Nederlandse ondergrondse pers in de jaren van de Tweede Wereldoorlog.

## Levensloop
Winkel was de dochter van Anna Winkel en Arnoldus Maurits Cohen. Ze heeft haar moeders achternaam (die ook haar 'ondergrondse' naam was) als haar eigen naam gevoerd. Van Winkels levensloop, vooral die tot en met de Tweede Wereldoorlog, is verder weinig bekend. Winkel zelf heeft hierover nooit iets concreets losgelaten. Bekend is dat zij haar middelbareschooltijd heeft doorgebracht op het Haags Lyceum, en dat zij in de jaren 1941-1942 betrokken raakte bij het verzetsblad Vrij Nederland van de journalist Henk van Randwijk. Op enig moment in deze periode is zij via Jan Posthumus in contact gekomen met diens vader prof. N.W. Posthumus, die haar vroeg om mee te helpen bij het verzamelen en bewaren van Nederlandse illegale bladen en pamfletten uit de Tweede Wereldoorlog. Zo kwam Winkel al meteen na de bevrijding als eerste medewerkster in dienst van het toenmalige Rijksinstituut voor Oorlogsdocumentatie.

## Werk

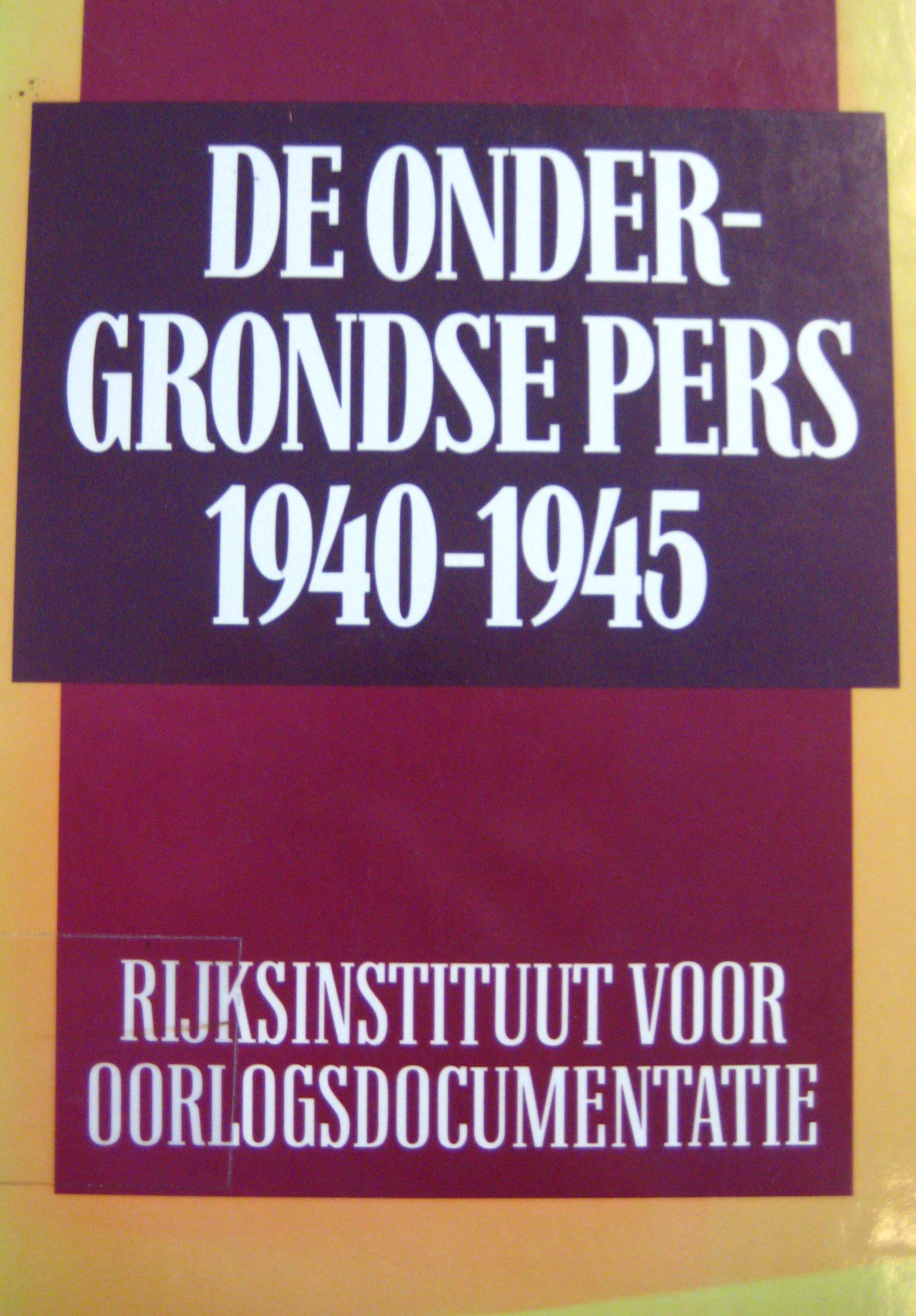
De ondergrondse pers 1940-1945 - 3e druk 1989

Na de bevrijding heeft Lydia Winkel een imposante collectie van illegale bladen en pamfletten bijeen gebracht. Niet alleen heeft zij van een kleine 1200 titels één of alle uitgaven achterhaald, maar ook bij elke ondergrondse uitgave zoveel mogelijk feiten bijeen gesprokkeld omtrent het ontstaan en de verdere geschiedenis. Dit werk is in 1954 voor het eerst verschenen als De ondergrondse pers 1940-1945 en is sindsdien een standaard handboek geworden voor vragen over de Nederlandse ondergrondse pers. Winkel was ook degene die de fotocollectie van 'het Instituut', Oorlogsdocumentatie, opbouwde en systematiseerde.
In 1959 verloor Winkel, na een 'reorganisatie' bij Oorlogsdocumentatie, haar baan als oorlogsonderzoekster. Ze zette haar loopbaan voort als journaliste, en specialiseerde zich in artikelen, kookboeken en boeken over gastronomie. Ze beijverde zich om toenmaals onbekende producten als venkel, courgettes, avocado's en aioli onder de aandacht te brengen van het publiek.
Op reis naar een gastronomisch congres in Lissabon verongelukte Winkel met haar auto bij Guignes in de buurt van Parijs. Zij werd in Guignes begraven.

## Belangrijkste werken
- De ondergrondse pers 1940-1945 (1954, herdruk 1989)
- Toen... 1940-1945 (1960)[4]
- W-eten wat lekker is. Eenvoudige recepten die toch anders zijn (1965). Recensie van dit boek in Het vrĳe volk van 25-04-1964